# 3341 Hartmann
3341 Hartmann је астероид главног астероидног појаса чија средња удаљеност од Сунца износи 3,025 астрономских јединица (АЈ).
Апсолутна магнитуда астероида је 12,6.